# Ким Пендю
Ким Пендю (1898 год, деревня Попова Гора, Южно-Уссурийский уезд, Приморская область, Приамурский край, Российская империя — дата смерти неизвестна, Ташкентская область, Узбекская ССР) — колхозник колхоза «Полярная звезда» Средне-Чирчикского района Ташкентской области, Узбекская ССР. Герой Социалистического Труда (1950).

## Биография
Родился в 1898 году в крестьянской семье в одном из сельских населённых пунктов Южно-Уссурийского уезда.
В 1937 году депортирован на спецпоселение в Ташкентскую область Узбекской ССР. Трудился рядовым колхозником, звеньевым рисоводческого и хлопководческого звеньев в колхозе «Полярная звезда» Среднечирчикского района.
В 1949 году звено Кима Пендю получило в среднем с каждого гектара по 80,6 центнера риса на участке площадью 6,6 гектаров. Указом Президиума Верховного Совета СССР от 13 июня 1950 года удостоен звания Героя Социалистического Труда «за получение высоких урожаев риса, хлопка и зеленцового стебля кенафа на поливных землях при выполнении колхозом обязательных поставок и контрактации по всем видам сельскохозяйственной продукции, натуроплаты за работу МТС в 1949 году и обеспеченности семенами всех культур в размере полной потребности для весеннего сева 1950 года» с вручением ордена Ленина и золотой медали «Серп и Молот».
Этим же указом звания Героя Социалистического Труда были удостоены четыре колхозника колхоза «Полярная звезда»: Пак Бон Чун, Ли Гванок, Ли Сынбон и Хэ Рим.
После выхода на пенсию проживал в Среднечирчикского района. Дата смерти не установлена.
Награды
- Герой Социалистического Труда
- Орден Ленина
- Орден Трудового Красного Знамени (18.05.1949)
- Медаль «За доблестный труд в Великой Отечественной войне 1941—1945 гг.» (06.06.1945)